# Route européenne 577
Pour les articles homonymes, voir E577 et Route 577.
La route européenne 577 est une route reliant Ploiești à Buzău.